# Puig d'Àliga
El Puig d'Àliga és una muntanya de 287 metres que es troba al municipi de Castellet i la Gornal, a la comarca de l'Alt Penedès.